# 日比乃さとみ
日比乃 さとみ（ひびの さとみ、1986年11月16日  - ）は、日本の元AV女優。マインズに所属していた。

## 略歴・人物
2016年3月にAVデビュー。ただ2015年に別の名前で2作品に出演していたが、大人の事情により公表できなかったと公式ブログで明かしている。2017年12月31日をもって引退した。
AV引退後も撮影会モデル「涼木みなみ」として2018年末まで活動していた。

## 出演作品

### アダルトDVD
2015年
- パイパン元清楚系撮影会モデル 初撮り本物人妻 AVデビュー（3月25日、マドンナ）※「瀬戸ゆう」名義
- 美人魔女 69（5月13日、美人魔女）※「ゆう」名義

2016年
- 寝取らせ専科エステ店でマジックミラー越しに旦那に見られているとも知らずイカされ生中出しされる美人妻（3月11日、DOC）
- 不倫旅行に萌えるFカップの熟れた若妻「夫より雄々しい男根で、オカシクなるほど責められて、イカされたいんです…」（3月13日、オーロラプロジェクト・アネックス）
- 一般男女モニタリングAV マジックミラーの向こうには愛する旦那! 上司自慢の美しい奥さまと若い部下が2人っきりの密室で素股に挑戦! 「擦るだけなら浮気じゃないよね…?」 今まで一度も浮気したことのない貞淑妻が働き詰めで溜まった勃起チ○ポを擦りつけられて旦那の目の前なのに思わず発情!品あるご無沙汰マ○コは我慢できずにヌルッと挿入していしまうのか!?（3月17日、ディープス）
- おカネの為でいいじゃない（o≧▽ﾟ）o 友達だけど素股して下さい!!（3月19日、DOC）
- まんハメ隊 噂のナンパスポット本当にヤレるのか!?検証しました。（4月1日、プレステージ）
- 近隣妻に嫌がらせを受け旦那の目の前で何度も犯され中出しされる美人ウザ可愛妻（4月9日、DOC）
- マジックナンパ! Vol.34 新入社員限定ナンパ リクルートスーツを着たひよっ子新人OLに社会の厳しさ教えます!!（4月9日、MAGIC）
- 戦隊ヒロイン処刑裁判 天空戦隊ウィングフォース（4月22日、GIGA）
- 「不感症なんです…」とか言ってたクセにwww 素人奥さんご馳走様でした。全国縦断「Maji」100％ナンパ 浦和の隠れた名物・浮気のウナギを夫に隠れて試食するグルメでアクメな埼玉若妻編（4月25日、ビッグモーカル）※「さとみ」名義
- 媚薬を飲ませて虜にさせるエビ反りレズエステ盗撮 8（5月1日、変態紳士倶楽部）
- 経験豊富な優しい素人人妻が最高の童貞筆おろし 5（5月12日、アイエナジー）
- マジックミラー号 「童貞くんのオナニーのお手伝いしてくれませんか…」 街中で声を掛けた心優しいFカップ以上の美巨乳お姉さんが童貞くんを赤面筆おろし! 6（6月9日、SODクリエイト）※「まどか」名義
- 息子の友達の朝勃ちに興奮した巨乳ママ 2（6月9日、アイエナジー）
- プラチナ級 素人清楚妻による一生思い出に残り続ける優しい童貞筆おろし（6月10日、S級素人）
- ○袋人妻ヘルスの新人研修に密着! 素股講習中にご無沙汰マ●コが擦れすぎて気持ちよくなってしまった奥様たちは入れちゃダメなんですよねといいつつ他人棒の膣内初挿入を拒めない? ２（6月10日、SCOOP）
- 超可愛いけど超金欠! 都内在住の訳アリおマ○コを直撃取材! ハメさせてっ!ボンビーガール あまりの可愛さにドキッとガチ勃起!今の生活にいっぱいいっぱいの彼女たちに薄ーい謝礼と一緒に濃ゆーいザーメンをいっぱいプレゼント!（6月10日、SCOOP）
- 街行く素人をナンパ! グリグリバイブで声ガマン(＞へ＜。) アヘ声10分我慢できれば賞金GET!（6月21日、DOC）
- 一般男女モニタリングAV 街で声をかけた働き盛りの巨乳人妻OLとデカチンすぎて断られ続けて未だに童貞の男子大学生が密室で人生初の筆おろしミッションに挑戦! 2 旦那よりも大きい若者デカち○ぽを奥まで挿入された欲求不満妻は身体がのけぞるほど連続本気イキ! 合計31回（6月23日、ディープス）
- 筆おろし 性交クリニック（7月7日、SODクリエイト）
- 100万円でモニタリングさせてください! 街ゆく優しい若妻が草食系男子の性のお悩み相談にのるだけのはずが…母性をくすぐられてクラクラ!お金に釣られてフラフラ! 4（7月8日、SCOOP）
- 子育て教室で赤ちゃんのおちんちんの皮むきを教える僕。極上新人ママに実習で僕の包茎ち●ぽを剥かせ、フル勃起ち●ぽを見せつけたら…（7月8日、DIY）
- 親友の嫁が僕のお気に入りヘルス嬢だった!過去をバラされたくない一心で口止め素股をしてきた彼女は股間をグッショリ濡らしていたのであの頃はできなかった生ハメ本番!中出し!（7月21日、アイエナジー）
- 真っ昼間から飲んでる人妻は100%誘われ待ちww 2 いたずらされて逆になんだか感じちゃってません?(笑)（7月22日、DOC）※「のぞみ」名義
- 眼鏡×競泳水着×くびれボイン（8月5日、クリスタル映像）
- スチュワーデス、さとみ失禁SEX!ナマ中出し!（8月7日、Be Free）
- 一見清楚な団地妻たちが夫の単身赴任でシングルマザー化! おマ○コ空室待ちの寂しさから誰彼かまわずチングリ騎乗してくるやりマンションがあるという噂は本当か?（8月12日、SCOOP）
- 普段はスケベなそぶりを見せない義姉さんが実は欲求不満だったことが判明! 人妻の芳醇マ○コに近親棒を無理やりナマ挿入! バックでねじ込んでそのまま突きまくったら何度もイキまくって最終的に「血液型が同じだから中に出していいよ」と許される確率大という噂を検証する?（8月12日、SCOOP）
- 好きだから濡れちゃう。ハニカミ美少女のドキドキ愛情SEX（8月13日、S-Cute）
- 街で見かけたどんないい女でもデリヘルとして呼べる未来のもしも電話（8月26日、BAZOOKA）
- イジメっ子の母親に復讐輪姦制裁 いじめっ子への復讐を誓った僕たちはいじめっ子の自宅に押しかけ無理矢理母親を輪姦してヤリました!（9月7日、アパッチ）
- 貧乳おっぱいがち○ぽを勃起させてしまったの!? 「浮きブラ乳首チラ見え」で男たちを発情させてしまった淑女たち!!（9月8日、アイエナジー）
- 「家庭訪問に来た息子の担任に勃起薬を飲ませて誘惑♥ヤられ待ちする欲求不満の母親マ○コ」 VOL.1（9月8日、DANDY）
- 朝ゴミ出しする近所のノーブラ奥さんとやっちゃった俺 7（9月8日、AKNR）
- 生理前で疼いてしかたない発情マ○コをケガ人相手に顔面騎乗で倍プッシュ! それでも不完全燃焼の兄貴の彼女に勃起した近親チ○ポをみせつけたら生でヤレるのか?（9月9日、SCOOP）
- 若妻だらけの定時制高校! 2 イジメられ高校を退学したボクが夜間定時制高校に入学したら、クラスメイトがボクよりかなり年上の若妻だらけ! しかもみなさん現役高校生の僕が初々しくて可愛いようで前の学校とは一転まさかの人気者に!しかもしかも若妻さんたちは欲求不満のようでボクの事を誘惑してきたりして…（9月19日、Hunter）
- マシン姦通! 調教バイブメイデン（9月23日、SCOOP）
- ガチ中出しされた美人妻 （9月25日、ジュエル）※「大森和音」名義
- 名門私立女子大に通う清楚で美人なFカップ女子大生が決意のAV出演 「授業中もバイト中も毎日オマ○コが疼いてしまうんです…」（9月30日、JUMP）※「さとみ」名義
- 【盗撮】 素人ナンパ連れ込みSEX（9月30日、BECKAKU）
- 大人のフェロモンが漂う巨乳競泳アスリートがAV出演! 水泳歴15年で鍛え上げられたボディと競泳水着の着圧では隠し切れない豊満なおっぱい。 男の匂いに興奮してチ●ポにむしゃぶりつく淫乱スイマーがプールサイドでイキまくる!（10月1日、ジャンヌダクル）※「はるか」名義
- ノーブラで僕を誘惑する隣に引っ越してきたエッチな巨乳奥さん（10月6日、グローリークエスト）
- 嫁が近くにいるのに住宅展示場のお姉さんに手を出しちゃった俺（10月6日、AKNR）
- 買い物中の上品な素人奥様が旦那よりもデカい他人棒で初めての尻コキを体験したら濡れ過ぎて… 新宿編（10月6日、コスモス映像）
- 「私、おばさんだけど触ったらその気になってくれるかな?」 2　30歳越えたけどまだまだ性欲は収まらない私(無駄に巨乳)は旦那と5年以上もご無沙汰。だから若い男の子を見たら場所などを気にせずとにかくHな事ばかり考えてしまいます。とにかくヤリたいんです。誘惑の仕方も不器用だからがんばって気持ちよくさせようと触ったら男の子がその気になってくれて…勃たなくなるまで何度も求めちゃいました。 淫乱なおばさんでごめんなさい…。（10月7日、Hunter）
- 一般男女モニタリングAV マイホームを夢見る新婚さん限定! モデルハウス展示場に来た新婚夫婦の奥様が「リモコン固定バイブ」を挿入したまま内見をする過激ミッションに挑戦! 旦那にはばれてはいけない興奮と突然うねり出すリモバイの快感に耐えきれず腰が抜けるほど激イキする巨乳妻! 3人合計51回イキ!!（10月19日、ディープス）
- 久し振りに実家に戻ってきた都会暮らしの叔母たちがセクシーすぎてヤバい! 2 胸の谷間やパンチラ程度でいとも簡単に勃起するボクを子供扱いするのかと思いきや、元気すぎる下半身に興味津々の叔母たち!勃起に気づくと代わる代わるボクのチ○ポを試しハメしてくるんです。 正直抜かれまくって金玉が2個じゃ足りないです!（10月19日、Hunter）
- にゅるりん、にょろりん、ローリング手コキ 2 〜熟練手コキの気持ちよさ、膣穴はそれを越えられない〜（10月21日、SEX Agent）
- 強制的じゃないセルフイラマチオ 05 〜わたしの喉チ○コに亀頭の先っちょ頂けますか?〜（10月21日、SEX Agent）
- 亀頭メンテナンス 3（10月25日、アロマ企画）
- 巨根絶頂 浴衣美女（10月25日、豊彦）※「綿井ちなつ」名義
- 真面目な旦那さんにSEXしたいと言い出せない… 久しぶりのSEXでとろけてしまった元変態ヤリマン人妻（10月25日、ヤリマン伝説）※「ひとみ」名義
- これって夢精と一緒かな? 人妻女優の悩み（10月28日、バルタン）
- 働く巨乳看護師さんたちに突撃交渉! 夜勤中の病院内で童貞入院患者さんと人生初の王様ゲームしてみませんか? みんなが憧れる白衣のナースさんたちの大きなおっぱいを独り占めでハメまくり!!中出し放題!! 念願のハーレム筆おろし大乱交 in港区・●●総合病院（11月7日、ディープス）
- マジックミラー号 恋人が欲しい素人男性ユーザー3名とブライダルプラザ(結婚相談所)にいた1名のご無沙汰アラサ―女子が本気のお見合い大作戦! 男3名の中から1名を選び「見つめあい、キスをして、欲情…」 2人っきりになると燃え上がりすぎて「濃厚フェラ・中出し2回戦SEX?!」に至るまでの全てをお見せします 3 〜やはり、ご無沙汰アラサ―女子はエロかった…〜（11月10日、SODクリエイト）
- オナニーしてたら興奮しすぎて固定バイブが抜けなくなって、会社の同僚に失禁したところを見つかりバイブを抜いて生チ○コ挿入してもらいました（11月10日、SWITCH）
- ビッグバンローター! 自分から腰を振って、野外潮吹きをオネダリしてくる露出願望娘 2（11月10日、サディスティックヴィレッジ）
- 母親と息子がちんぐり素股で近親相姦（11月10日、ROCKET）
- M字開脚でお互いの足を絡め大胆にパンチラしながら手コキ! さらにエスカレートしてオナニーしちゃったご奉仕系おんなのこ（11月13日、アロマ企画）
- ママのリアル性教育（11月17日、グローリークエスト）
- 咥えて3分以内に発射 〜多忙な現代人を速攻でイカせる超テクフェラ〜（11月18日、SEX Agent）
- 息子の家庭教師が理想のボインちゃん! 息子の家庭教師(巨乳)に日々悶々としていた父親の私は、息子に睡眠薬を、家庭教師には媚薬を…。すると…全身に媚薬が回った家庭教師は寝ている息子のチ○ポにしゃぶりつく超変貌っぷり! 我慢できなくなったフル勃起状態の私は胸がガラステーブルにひっついて離れないほどバックで犯してやりました!! 3（11月19日、Hunter）
- おばさんおっぱいがち○ぽを勃起させてしまったの!? 「ノーブラ乳首チラ見え」で子○たちを発情させてしまった淑女たち!!（11月23日、アイエナジー）
- 産婦人科痴漢!! 念願の第1子誕生っ!出産未経験の幼な妻にドスケベ産婦人科医のおじさんが、未経験と無知識なのをいいことに、カーテンで仕切られた反応のいい下半身を看護師にもバレないように治療と称して中出しまでっ!! 2（11月30日（レンタル）/12月2日（セル）、LEO）
- 文化祭中止の原因! 「F女学院○校」 文化祭マ○コ店みせ 3 にぎわう○校文化祭!急遽中止になった問題の出店とは?!（12月1日、レッド）
- 淫乱痴女に無理やり犯された僕! 中出し射精しても終わらないちんぐり騎乗位（12月2日、OFFICE K'S）
- カメラの前でディープキス見せてください! 素人娘のベロベロチューチュー!（12月2日、虎堂）
- 素人娘 童貞君のチ○ポ洗いアルバイト（12月2日、虎堂）
- 男子禁制の看護師女子寮で男はボクひとりで他は全員欲求不満女子! 田舎で暮らすボクが就職活動のために都会で看護師をしている姉の独身寮にこっそり泊めてもらったら、あっさり他の住人に見つかってしまった! ヤバいと思ったけど仕事が忙しくて出会いもない独身看護師さんたちは、ボクが男というだけでテンションが上がり、怒るどころかボクのチ○ポに興味津々! ボクはボクで無防備なその部屋着姿に勃起! 目の前の勃起チ○ポに看護師さんたちの理性は崩壊! ひとつ屋根の下でいつでもどこでもヤラれまくり!（12月7日、Hunter）
- 「どっちのおっぱいが興奮する?」 巨乳の義理姉2人から究極の選択!! 父が再婚してできた巨乳の義理姉2人! 吸い込まれそうな胸の谷間が常にモロ見えなのでボクは気になって仕方ありません! 露骨に見ていたら当然バレてしまい、怒られると思ったら「どっちのおっぱいが好き?」と負けず嫌いな義理姉2人から究極の選択!全く答えられず、それどころか勃起していると「どっちで興奮したの?」と迫ってきた!!さらに、どっちが先にボクをイカせるか?と究極にエッチな展開になって…（12月7日、Hunter）
- 16周年記念作品　一緒に住むことになった従姉妹は、数年見ない間に巨乳娘に急成長!童貞の僕をからかう従姉妹に冗談半分で「SEXの練習させてよ」と頼んだら「擦るだけならいいよ」と言われ結局素股じゃガマンできずにそのまま生ハメ中出し!（12月8日、アイエナジー）
- 巨乳過ぎる超絶倫淑女! 突然出来た義母は若くてスタイル抜群の30歳! いつも超無防備無警戒だからパンチラ胸チラ乳首チラしまくりでボクは毎日勃起しまくり!義母はまだまだ女盛りでヤリタイ盛りにも関わらず父親とはご無沙汰みたいで溜りまくり!! ボクが勃起しているのに気づきわざと誘惑し始める義母はボクが童貞だと知ると我慢できなくなってボクのチ○ポに貪りついてきた!! とにかく義母は腰を振って腰を振って所構わずヤリまくってくるのです!ボクのチ○ポが勃起しなくなるまで何度も何度も中出しさせられちゃいました!!(※もう何発イカされたか分かりません!!)（12月8日、Hunter）
- 絶倫人妻が性教育と称して少○チ○ポに何度もハメ強要!! 興奮剤混入で勃ちっぱなしの蒼い果実を発情マ○コで喰い放題!!（12月9日、SCOOP）
- かわいいケモノ KIRAY Collection 03（12月13日、S-Cute）
- ANIMAL MASK LESBIAN（12月16日、OFFICE K'S）
- おま●こ大好き巨乳レズビアン!! 田舎の温泉に癒しを求めに来た女性客をマッサージでリラックスさせて、これも施術の一環ですと大きな胸を揉みしだき!乳首を弄りまくり! 下半身が火照った頃合いに、これでもかとオマ●コをおっぴろげ!!クンニ!手マン!の巧みな攻め技で巨乳女性客ばかり狙う巨乳マッサージ師!!（12月16日、虎堂）
- 新パックリ まんこアップ 12（12月16日、サルトル映像出版）
- 昼下がり町内会!若妻たちのちょっと危険でかなりHな王様ゲーム!! 10 母の代理で参加した町内会の集まりでまさかの展開!若い時に王様ゲームをした事が無いという話で盛り上がった奥様方が急に「王様ゲームやりたい!」と言い出したんです。男はボクひとりしかいないもんだから、当然いい思いが沢山出来ちゃいました!! 帰ってきた巨乳.ver（12月19日、Hunter）
- 貴女のフェラチオの真髄を教えてください。 十人十色のフェラ女神たち（12月12日、AKNR）
- 老人苦手だった妻が糞ジジイに寝取られ中出しされまくっていた（12月19日、エマニエル）
- 残業中なソソる美人OLのストレス解消法は、夜間のビル清掃員が来るタイミングを見計らって見せつけるように電マオナニーで挑発し、とうとう我慢できずに覗き見しながらセンズリこきだした清掃員に「気付いてないと思った?こんな事バレたらバイトクビになっちゃうよね?」と逆電マ攻めから騎乗位で精子を絞り取る事!!（12月22日、SOSORU×GARCON）
- こたつ内はパンツ見放題という新事実!我慢できずマ●コにイタズラしたら、既に火照ってトロトロになっていた 2（12月25日、かぐや姫）

2017年
- 突然出来たビッチな義母と真面目な義妹で3P! 父親の再婚でセクシー過ぎる義理の母と真面目でカワイイ義理の妹ができた!とにかく義母がエロすぎてパンチラ&胸チラ全開で毎日勃起しまくりの生活…。これはこれでラッキーだと思っていたら、そんなボクに気づいた義理の妹がボクを呼び出し「私、お兄ちゃんのこと好きなんだけど…」とチ○ポを触ってきたのです!今まで眼中に無かった義妹だけど、そんなことされれば当然興奮しまくり。義理とはいえ兄妹というのを忘れ盛り上がりエッチなことをしていたら、こっそり見ていた義母がやって来て、なんと「私の方が絶対気持ち良くできるよ」なんて緊急参戦でボクのチ○ポを奪い合う事態に!（1月7日、Hunter）
- 母娘同時拘束固定媚薬バイブ痴漢（1月7日、アパッチ）
- ふとももユートピア（1月13日、アロマ企画）
- 女が女に嫉妬するビアン専用新風俗! 挑発!レズ覗き部屋 2（1月13日、SCOOP）
- ディルド1本で大妄想 1人で発情する変態女 淫語オナニー 全員撮り下ろし14人（1月13日、かぐや姫）
- 悪意無きスケ乳（1月19日、タカラ映像）

2018年
- うちの妻が寝取られました。 冴えない妻がけなされた夫への腹いせに友人と毎日生ハメセックスに興じるようになってしまいました（1月8日、アクアモール/エマニエル）

2022年
- 「こんなところでゴメンなさい…。でも、もう我慢出来なかったの…」 トイレが故障で使えず膀胱限界の放尿婦人 36人（6月21日、アクアモール/エマニエル）